# Famille de Montalembert
 (juin 2024).
Si vous disposez d'ouvrages ou d'articles de référence ou si vous connaissez des sites web de qualité traitant du thème abordé ici, merci de compléter l'article en donnant les références utiles à sa vérifiabilité et en les liant à la section « Notes et références ».
La famille de Montalembert est une famille subsistante de la noblesse française, d'extraction médiévale, originaire d'Angoumois. Sa filiation est prouvée et suivie depuis 1317. Elle a formé de nombreuses branches, dont certaines se développèrent en Saintonge, en Poitou, et en Guyenne. Seules subsistent au XXIe siècle la branche de Cers et la branche d'Essé, dont le point de jonction remonte au début du XVe siècle. La famille de Montalembert a donné des généraux, un évêque, un ambassadeur, deux pairs de France, un académicien, et des hommes politiques aux XIXe et XXe siècles.

## Histoire

### Origine

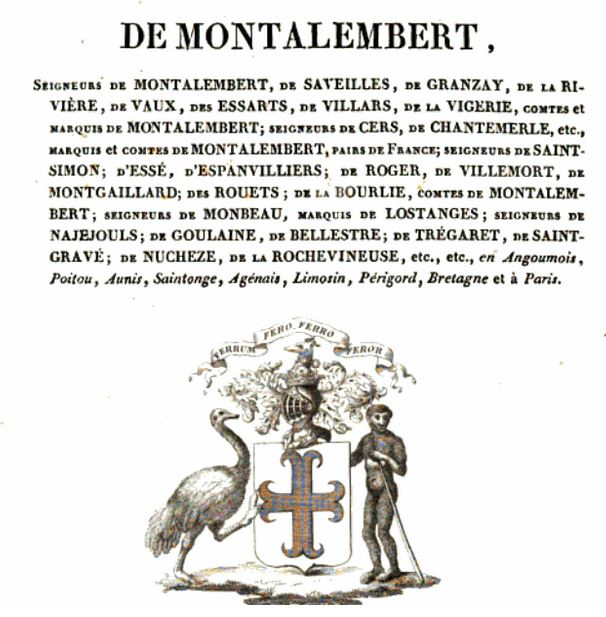
Blason et devise.

La famille de Montalembert (de Monte Aramberti dans les titres en latin) tire son nom de la seigneurie de Montalembert, en Angoumois, dans le ressort de la baronnie de Ruffec. Sa filiation est prouvée et suivie depuis 1317. La devise de la famille est « ferrum fero, ferro feror » (je porte le fer, le fer me porte).

### Sous l'Ancien Régime
- Jean de Montalembert, seigneur de Montalembert et de Saveilles, chevalier bachelier[réf. nécessaire], conseiller et chambellan de Jean de France, duc de Berry, comte de Poitou, frère du roi Charles V[3].
- Jean de Montalembert (1382-1484), évêque de Montauban de 1470 à 1484.
- Bertrand de Montalembert, seigneur de Granzay, homme d'armes de la compagnie d'ordonnance du comte de Penthièvre, maréchal-des-logis à la Cour des rois Charles VIII et Louis XII[3].
- Pierre de Montalembert, seigneur du Fresneau, maréchal-des-logis à la Cour du roi Louis XII, capitaine et gouverneur de Tomblaine en Bretagne[3].
- Adrien de Montalembert, aumônier de François Ier et auteur d'un livre sur l'histoire d'une religieuse de Saint-Pierre de Lyon[4].
- Jacques de Montalembert, seigneur de Vaux, homme d'armes de la compagnie d'ordonnance de François, comte d'Angoulême jusqu'en 1515[3].
- André de Montalembert (1483-1553), seigneur d'Essé, capitaine de 50 hommes d'armes des ordonnances, chevalier de l'ordre du roi, lieutenant général de l'armée et de la Marine en Écosse, gentilhomme de la chambre.
- Sylvestre de Montalembert, lieutenant des gardes du roi en 1553[3].

Elle a compté deux chevaliers de l'ordre de Saint Jean de Jérusalem au XVIe siècle.
Au XVIIIe siècle, elle fut admise cinq fois aux honneurs de la Cour. Le généalogiste des ordres du Roi, Bernard Chérin, a pu écrire à leur sujet : « la maison de Montalembert a pris son nom d'une terre située en Angoumois. Elle s'est partagée depuis longtemps en diverses branches qui se sont répandues en Poitou et Saintonge, et en Agenois, et qui, toutes, ont soutenu la pureté de leur origine par des services militaires, par des alliances avec les premières races de ces provinces, et par des possessions considérables ».

### Époques moderne et contemporaine
Dans la famille de Montalembert, il y a deux homonymes nés tous les deux au XVIIIe siècle. Tous les deux portent le prénom Marc-René.
Il y a tout d'abord Marc-René de Montalembert (1714-1800), « marquis de Montalembert », maréchal de camp, lieutenant général des provinces de Saintonge et Angoumois} (1752)[réf. nécessaire], sous-lieutenant des chevau-légers de la garde du roi, membre de l'Académie des sciences, général de division sous le Directoire. Son épouse, Marie-Joséphine de Comarieu (1760-1832), « marquise de Montalembert » fut salonnière et femme de lettres. Né à Angoulême, il fut aussi un ingénieur qui mit en place des forges à canons en Angoumois, et contribua à la création de la fonderie de Ruelle. Il ne fut pas inquiété lors de la Révolution française.

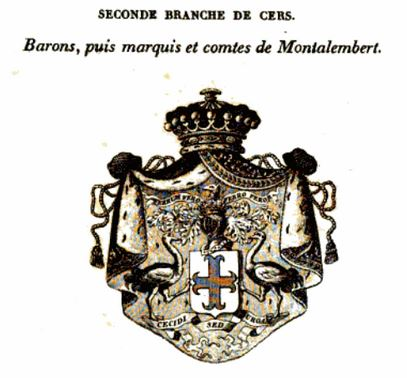
Famille de Montalembert, seconde branche de Cers.

Son neveu, s'appelle également Marc-René de Montalembert (1777-1831), « baron puis comte de Montalembert ». C'est le fils de Jean-Charles de Montalembert (sl) (1757-1810), sous-lieutenant des chevau-légers de la garde du roi à Versailles après le « marquis de Montalembert », son beau-frère; et de Marthe-Joséphine de Comarieu (1756-1808), sœur de Marie-Joséphine de Comarieu, l'épouse du « marquis de Montalembert ». Son grand-père paternel est Pierre de Montalembert, seigneur de Cers (1714-1757), chevalier de Saint-Louis, et sa grand-mère paternelle est Charlotte Chassin de Thierry. En 1792, à l'avènement de la République, Marc-René s'engage dans l'Armée des émigrés, puis dans la cavalerie britannique. Officier à l'armée de Condé, ministre plénipotentiaire à Stuttgart puis ambassadeur de France au Danemark (1819-1820) puis en Suède (1827-1829), pair de France. En 1808, il épouse Élise Rosée Forbes (1788 - 1839), d'une vieille famille protestante écossaise ; elle est la fille de James Forbes, explorateur en Inde et en Afrique, savant et artiste.

#### Descendance
De l'union entre Marc-René, « comte de Montalembert » et de Élise Rosée Forbes, sont nés trois enfants. Deux fils et une fille. Leur fille, Élisabeth-Rosalie-Clara, née en 1814 est décédée à l'âge de 15 ans.
Le fils aîné, Charles de Montalembert (1810-1870), « comte de Montalembert », journaliste, 
pair de France (1835-1848), député du Doubs (1848-1857), l'un des théoriciens du catholicisme libéral initié par Félicité de La Mennais, membre de l'Académie française de 1851 à 1870 (fauteuil 21), membre de sociétés savantes, il a laissé de nombreux écrits. Il se marie avec Anna de Mérode, comtesse du Saint-Empire. De l'union de Charles de Montalembert avec Anna de Mérode sont issues quatre filles, dont descendance :
- Élisabeth (1837-1913), épouse de Camille de Meaux (1830-1907), homme politique français, ministre de l'agriculture puis du commerce en 1876-1877 ;
- Catherine (1841-1926), religieuse du Sacré Cœur[10], supérieure à Marmoutier, Laval, Nantes, Besançon, Lille, la Vicairie d'Autriche et Bruxelles, puis assistante générale à Rome[11] ;
- Madeleine (1849-1920), épouse de François de Hemricourt de Grunne (1850-1926), général belge, dont l'une des filles, Anne de Hemricourt de Grunne (1883-1971), épouse André de Montalembert (1880-1975) petit-fils d'Arthur de Montalembert (1812-1859).
- Thérèse Généreuse (1855-1924).

Le second fils, Arthur de Montalembert (1812-1859), page du roi Charles X, colonel du 1er régiment de chasseurs d'Afrique en 1859, marié à Valentine de Rochechouart (1825-1907), fille de Louis-Victor-Léon de Rochechouart, général et gouverneur militaire de Paris, et d'Élisabeth Ouvrard, fille de Gabriel-Julien Ouvrard. De leur union sont nés : Marc-René (1847-1887) « comte de Montalembert », officier ; Geoffroy de Montalembert (1850-1926), homme politique ; Marguerite, marquise d'Ormesson ; Alix, mère de Pierre de Lupel.
Geoffroy de Montalembert (1850-1926), fut maire d’Annappes, conseiller général et député (1889 à 1906). Il épouse Marie-Thérèse de Maurès de Malartic de Brigode (1857-1913). Ensemble, ils ont eu un fils, lui-même investi en politique : Geoffroy de Montalembert (1898-1993) : maire, député (1936-1942) puis sénateur (1946-1993) de Seine-Maritime, et devint le doyen d'âge du Sénat jusqu'à son décès en 1993.

#### L'après-guerre
- Arthur de Montalembert (1911-1944), résistant français, agent du SOE.
- Henriette de Gaulle née Montalembert (1929-2014), épouse de l'amiral Philippe de Gaulle.
- Marguerite de La Rochefoucauld née Montalembert (1930-2015), maire d'Ermenouville (1993-2008).
- Hugues de Montalembert (né en 1943), écrivain.
- Pierre de Montalembert (né en 1953), avocat, président du Nouveau Cercle de l'Union (depuis 2015).
- Eugène de Montalembert (né en 1957), compositeur et professeur de musique.
- Thibault de Montalembert (né en 1962), comédien.

La famille de Montalembert a été admise à l'Association d'entraide de la noblesse française en 1945.

## Filiation
- Pierre de Montalembert (1714–1757), et Charlotte Chassin de Thierry
  - Marc-René (1714-1800) et Marie-Joséphine de Comarieu
  - Jean-Charles « baron de Montalembert », et Marthe-Joséphine de Comarieu
    - Marc-René (1777-1831) « comte de Montalembert », et Élise Rosée Forbes
      - Charles de Montalembert (1810-1870), épouse Anna de Mérode
        - Élisabeth (1837-1913) épouse Camille de Meaux (1830-1907)
        - Catherine (1841-1926) religieuse et supérieure du Sacré Cœur
        - Madeleine (1849-1920) épouse de François de Hemricourt de Grunne (1850-1926)
        - Thérèse Généreuse (1855-1924)

      - Charles-Marc-Arthur (1812-1859) « comte de Montalembert », marié à Valentine de Rochechouart (1825-1907)
        - Geoffroy de Montalembert (1850-1926), époux de Marie-Thérèse de Maurès de Malartic de Brigode (1857-1913)
          - Geoffroy de Montalembert (1898-1993), époux de Jeanne Marie de Maillé de La Tour-Landry puis d'Odile de Wendel

      - Elisabeth-Rosalie-Clara (1814 - 1829), décédée à l'âge de 15 ans.

## Galerie de portraits

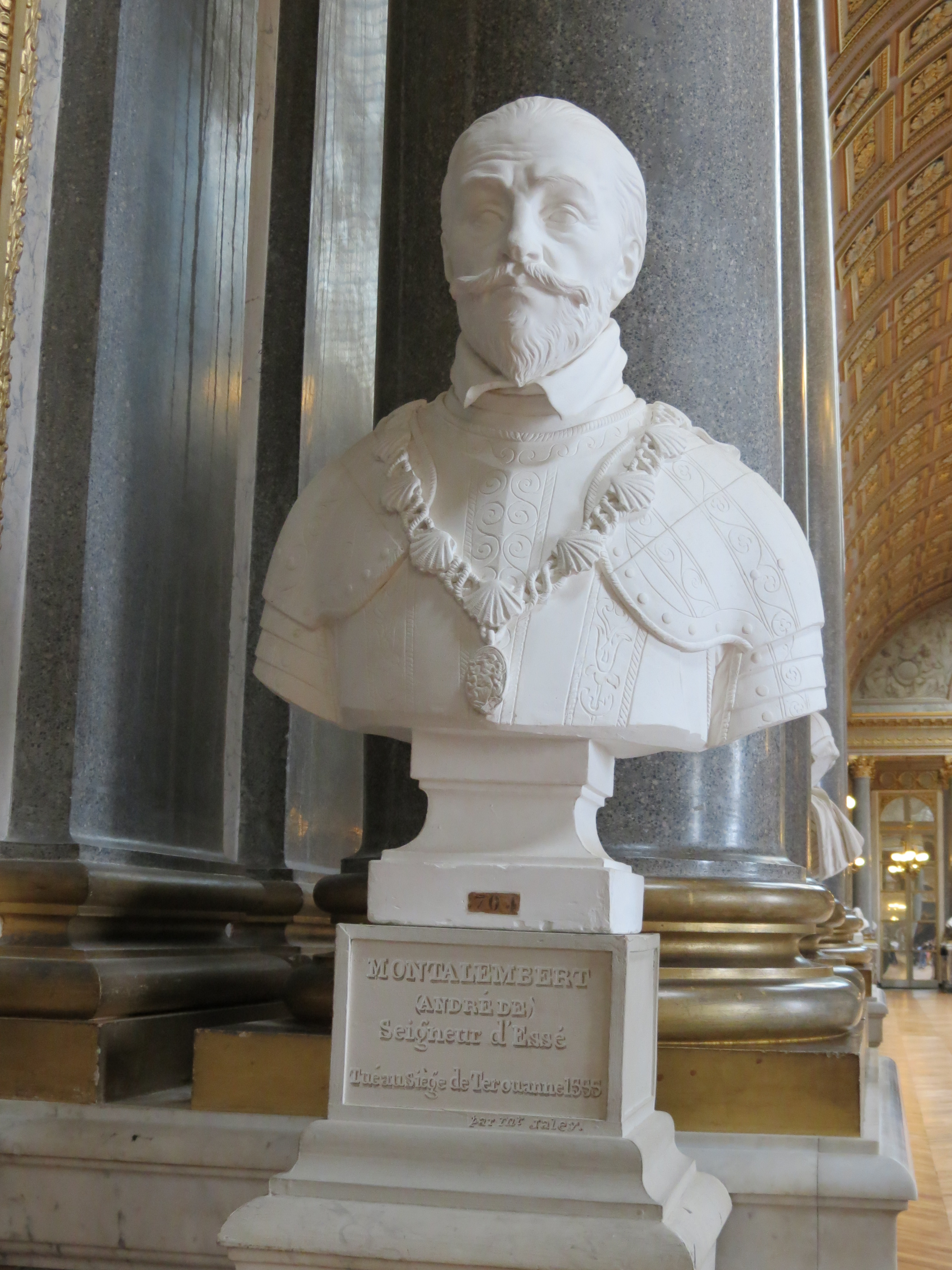
André de Montalembert, seigneur d'Essé, lieutenant général, chevalier de l'ordre du roi, buste de la galerie des batailles du château de Versailles (1483-1553).
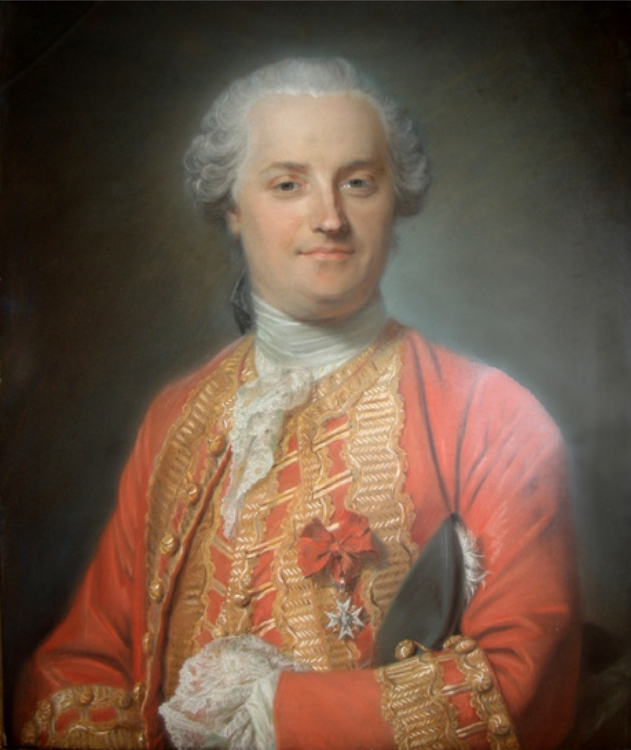
Portrait de Marc-René, « marquis de Montalembert », (1714-1800). Pastel de Maurice-Quentin de La Tour.
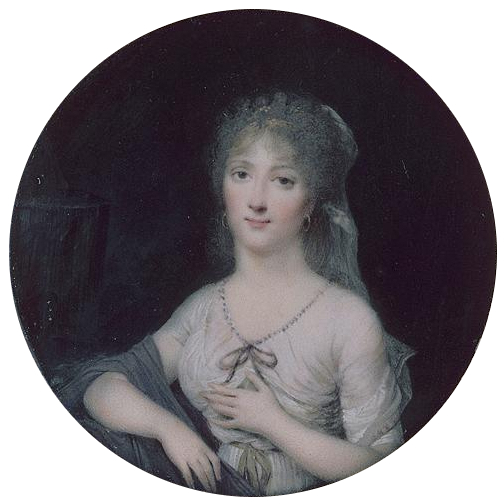
Portrait de Marie-Joséphine de Comarieu, « marquise de Montalembert » (1750-1832).
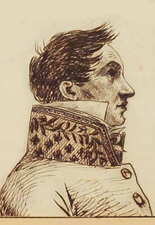
Portrait de Marc-René, « comte de Montalembert », pair de France, diplomate (1777-1831).
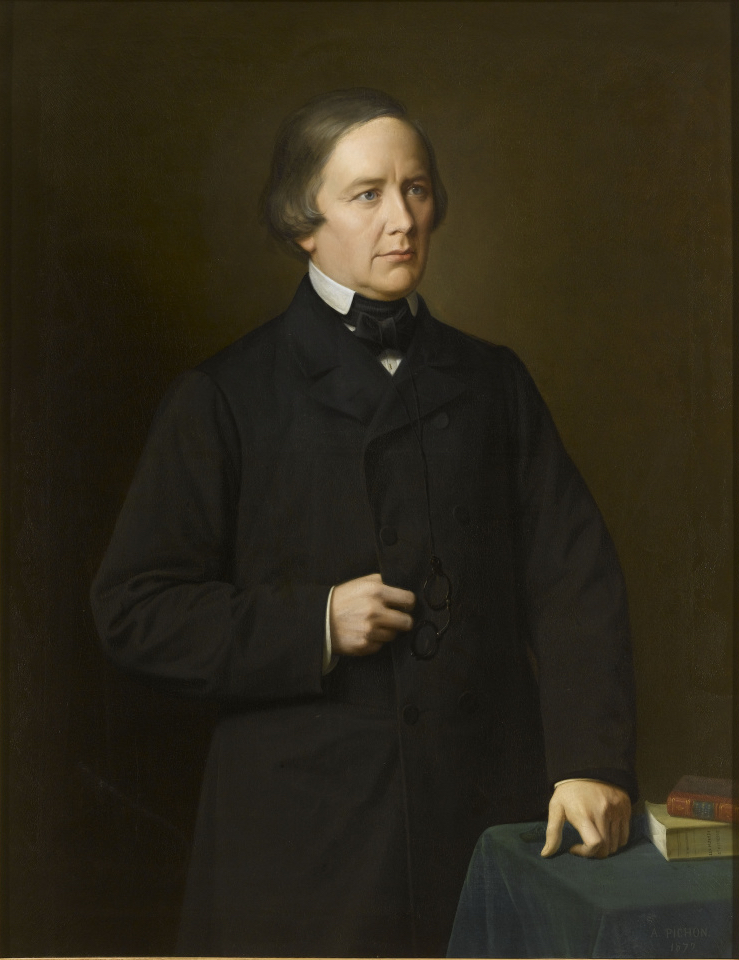
Portrait de Charles-Forbes, « comte de Montalembert », pair de France, député, l'un des quarante de l'Académie française (1810-1870).
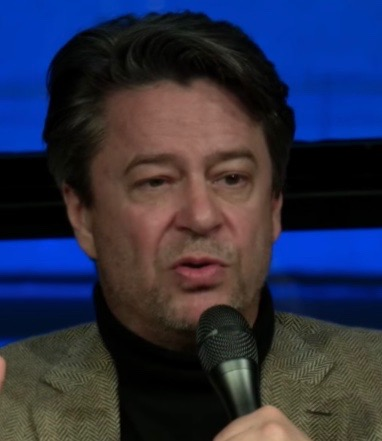
Thibaut de Montalembert (1962)

## Demeures
- Hôtel Montalembert, à Angoulême[13], a  été habité par Marc-René de Montalembert. Il le vend en 1787, et ses armes furent grattées du porche sous la Révolution.[réf. nécessaire]
- Logis de Saint-Amant-de-Bonnieure, à Saint-Amant-de-Bonnieure, acquis en 1780 par le « marquis » Pierre de Montalembert et abrite aujourd'hui la mairie de la commune.[réf. nécessaire]
- Château de Montalembert (Doubs), propriété de la famille de Mérode puis de Montalembert par mariage. La famille de Montalembert n'a pas de lien historique avec le château de Montalembert, à Maîche (Doubs). Ce château a pris son nom actuel en 1870, après le décès de Charles de Montalembert qui avait épousé en août 1836 Anna de Mérode, héritière du château[14]. Charles de Montalembert y effectua de nombreux séjours entre 1857 et 1868. En 1841, il acquiert le château de La Roche-en-Brenil, en Côte d'Or, qui appartient aujourd’hui encore à l’un de ses descendants[réf. nécessaire][Qui ?].
- Villa Gabrielle, à Annappes, propriété Brigode puis Montalembert par mariage. En 1965, Geoffroy de Montalembert en fait don à une congrégation.[réf. nécessaire]
- Château de Lassay, à Lassay-les-Châteaux entré dans la famille par le mariage en 1875 du comte de Montalembert avec une fille du marquis de Beauchesne (Guesdon). Mariage qui apporta aussi les châteaux du Coudray à Saint-Denis du Maine et de la Roche-Talbot à Souvigné sur Sarthe[15].
- Château de la Cueille, près de Poncin (Ain). Henriette de Gaulle se marie avec Philippe de Gaulle fils du Général dans ce château en 1947[16].

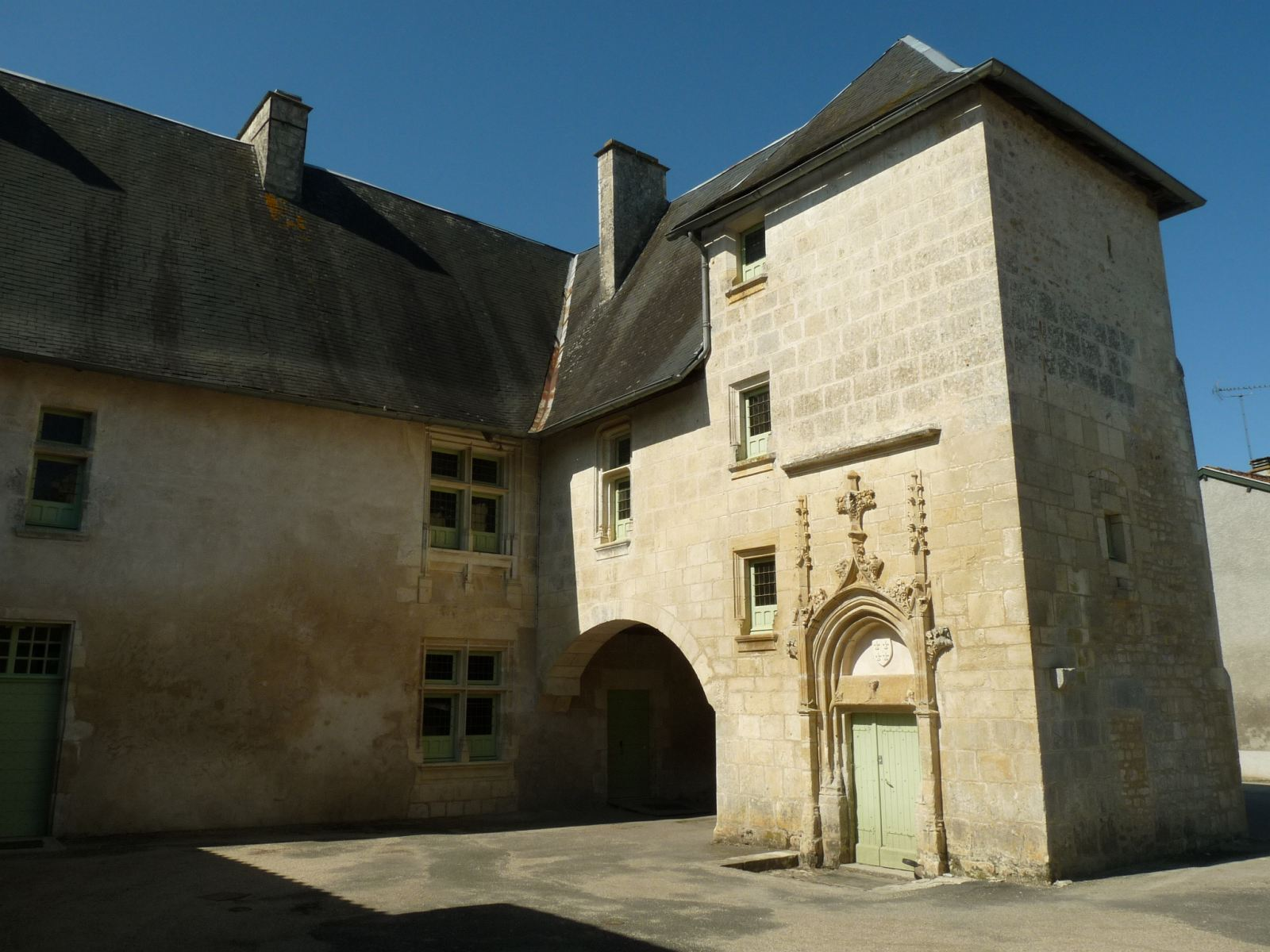
Logis de Saint-Amant-de-Bonnieure
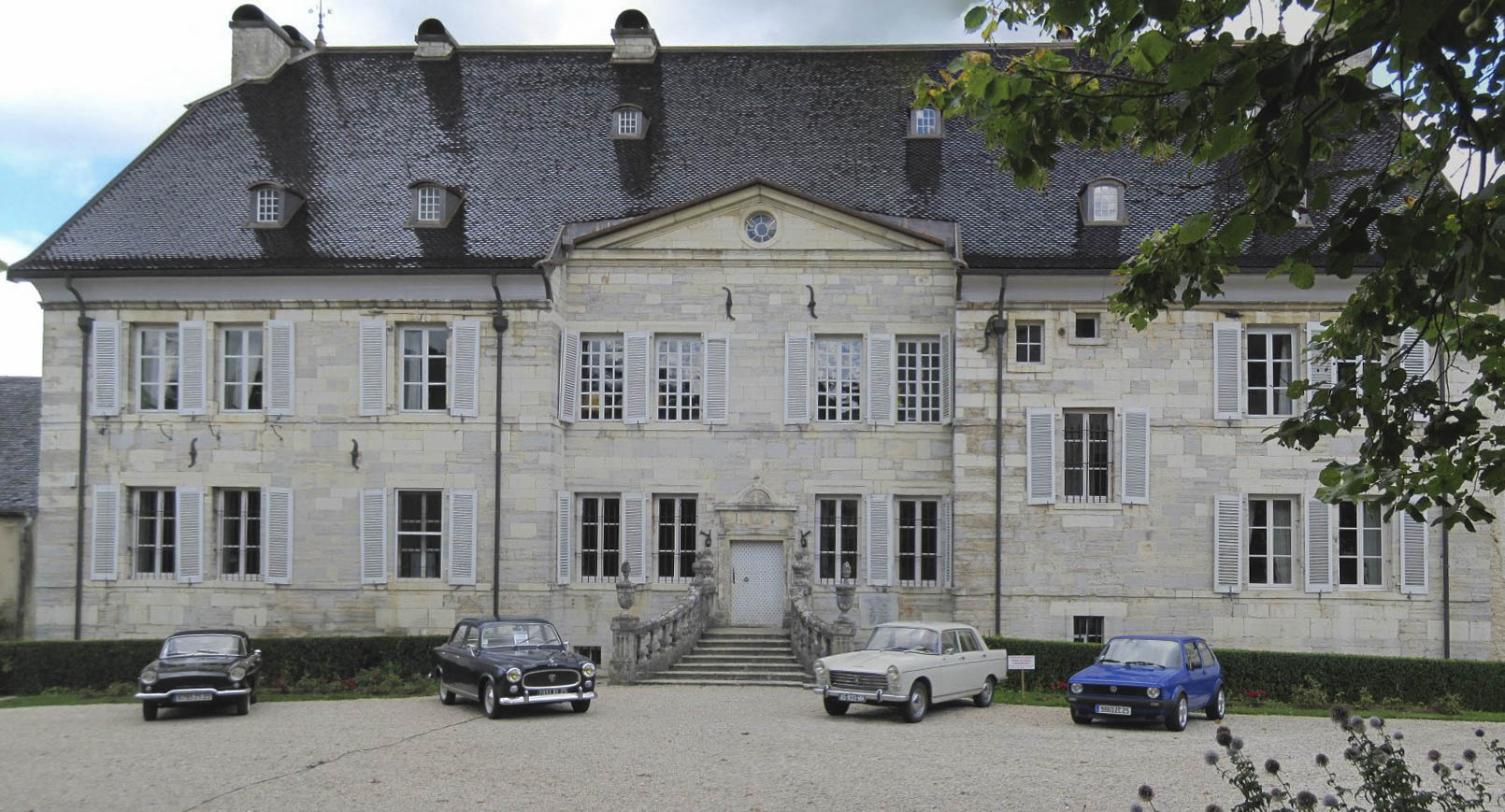
Château de Montalembert
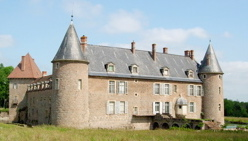
Château de La Roche-en-Brenil
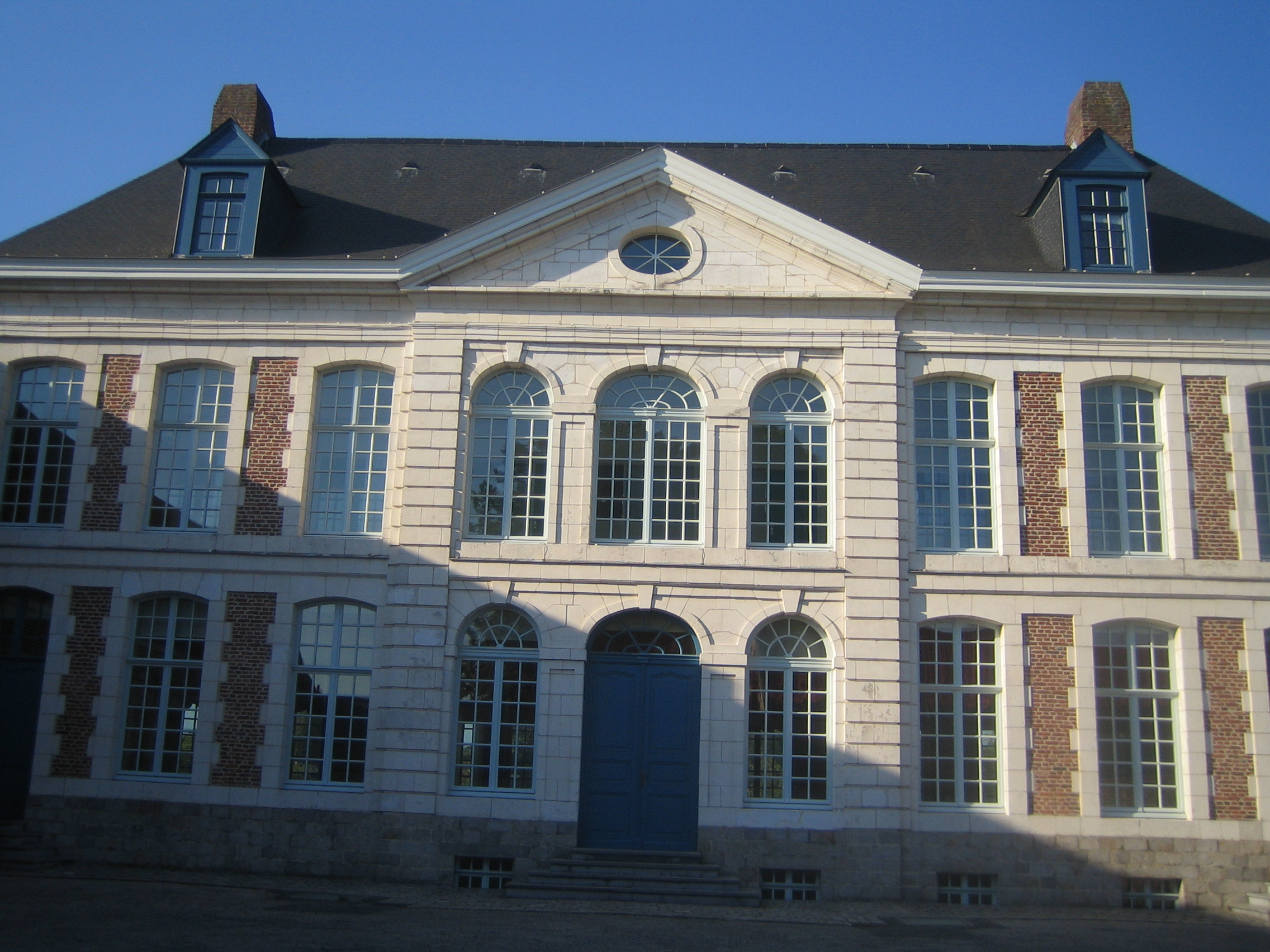
Villa Gabrielle
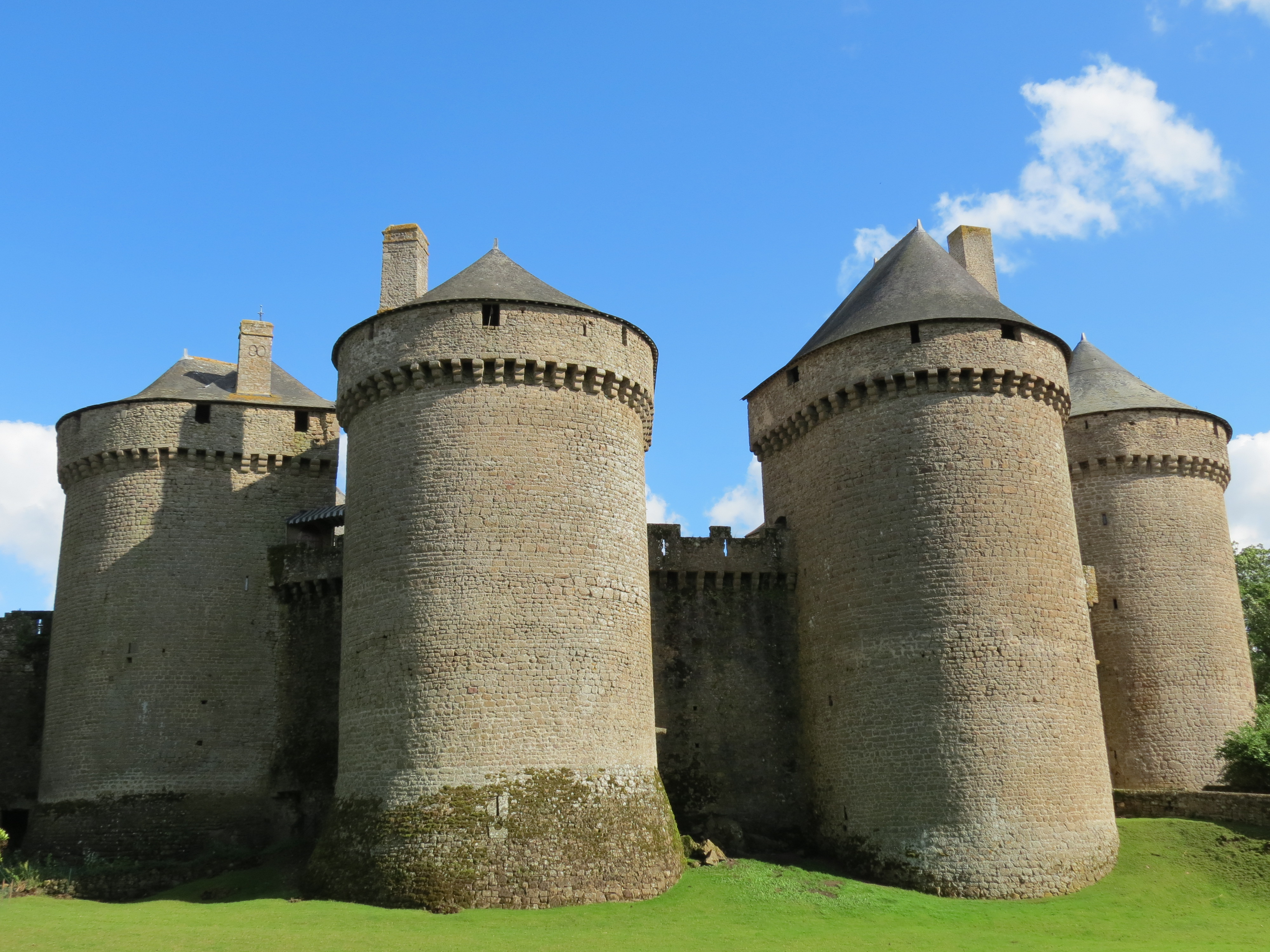
Château de Lassay
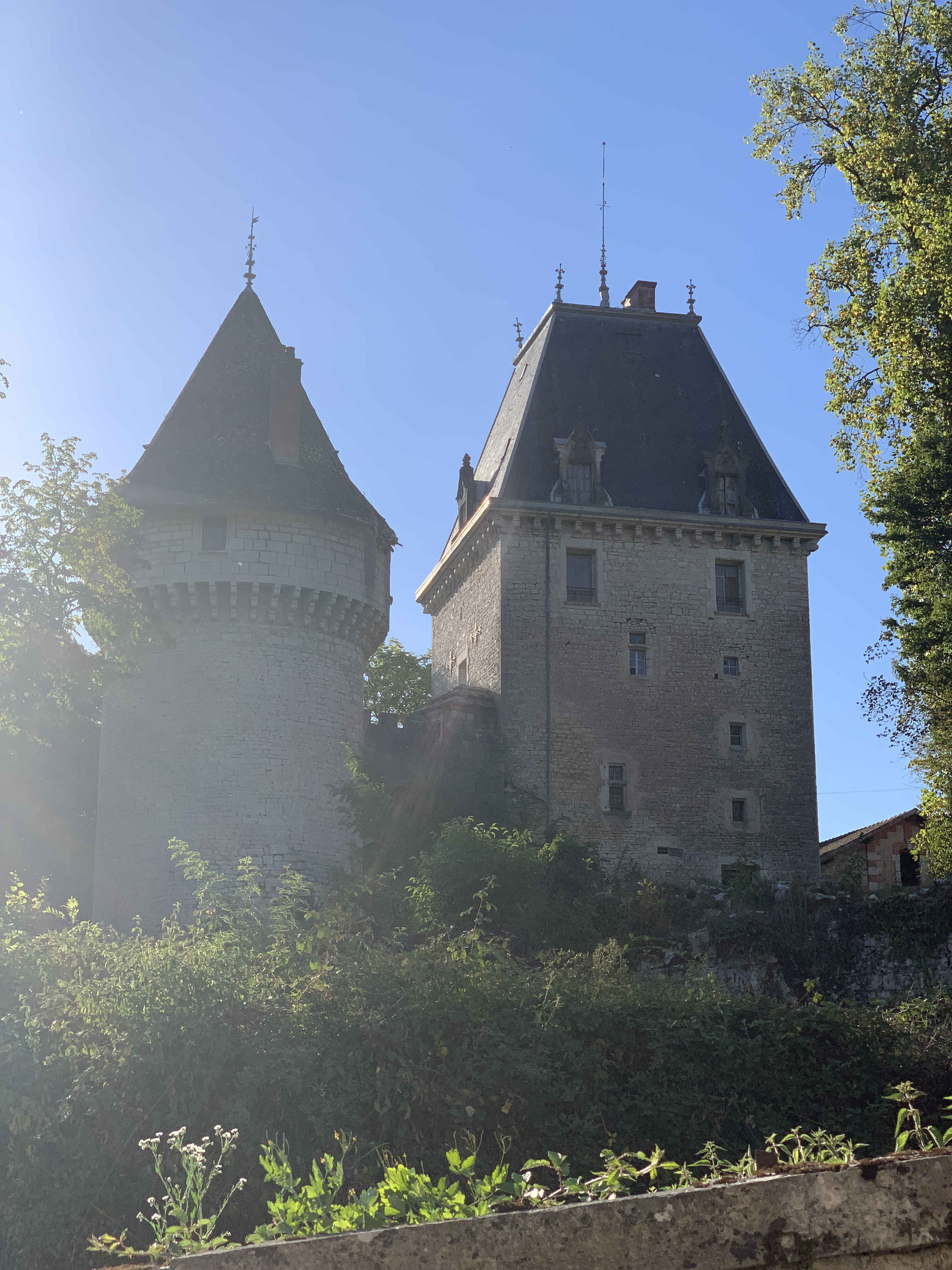
Château de la Cueille

## Titres
- Baron (LP 1818), pair de France héréditaire (LP 1820)[17].

La famille de Montalembert porte des titres de courtoisie de marquis et comte de Montalembert. Régis Valette ne mentionne comme titre régulier que le titre de baron et que depuis 1818 pour cette famille dans son ouvrage Catalogue de la noblesse française subsistante.

## Armes
| Blason | Blasonnement : D'argent, à la croix ancrée de sable |

## Alliances
Les principales alliances de la famille de Montalembert sont : de Gourville, d'Appelvoisin, d'Archiac, de Beauvilliers, de Montbron, de Belsunce, de La Rochefoucauld, de Commarque, de Touchebœuf, Murat, Boscal de Réals, de Tryon, du Plessis-Richelieu, de Saint-Exupéry, de La Roche-Aymon, du Puy du Fou, Forbes, de Meaux, de Rochechouart, d'Ursel, Lefèvre d'Ormesson, d'Anthenaise, Hurault de Vibraye, de Virieu, Bidé de Maurville, de Cacqueray, de Pierre de Bernis-Calvière, Le Gardeur de Tilly, du Passage, Thibaut de La Rochethulon, Delamarre de Monchaux, Galitzine, Chassin de Thierry, Tyrel de Poix, de Merode (1836), de Hemricourt de Grunne (1873), de Wendel (1929), de Liedekerke (1949), de Vasselot de Régné (1951), Balsan (1971), de La Forest Divonne (1983 et 1990), de Gaulle (1947).

## Postérité et hommages
Des descendants de Charles de Montalembert (1810-1870) créent en 2007 l'Association des Amis de Montalembert (AAdM). Pour le bicentenaire de sa naissance, l'AAdM a organisé un colloque intitulé « Charles de Montalembert, les combats d’un catholique pour la liberté (1810-1870) » qui s’est tenu le 6 novembre 2010 au Sénat sous le patronage du président Josselin de Rohan. Il a été coordonné par Antoine de Meaux et Eugène de Montalembert. Les actes en ont été publiés par CNRS Éditions.
En 2018, les Archives départementales de la Côte-d'Or et l’AAdM ont lancé une souscription publique, en partenariat avec la Fondation du patrimoine, afin de numériser le fonds Charles de Montalembert. Le fonds représente 244 bobines de microfilms.
Son nom a également été donné à des établissements scolaires en France.[réf. nécessaire]

#### Ouvrages sur la famille de Montalembert
- Georges Martin, Histoire et généalogie de la Maison de Montalembert, Lyon, 2017, 2e éd. (1re éd. 1988) (BNF 45392721)
- Jean Baptiste Pierre Jullien de Courcelles, Histoire généalogique et héraldique des pairs de France : des grands dignitaires de la couronne, des principales familles nobles du royaume et des maisons princières de l'Europe, précédée de la généalogie de la maison de France, t. 12, Paris, 1833 (BNF 30279778, lire en ligne), « De Montalembert », p. 139 - 202

#### Biographie des membres de la famille
- David Bellamy, Geoffroy de Montalembert (1898-1993) : Un aristocrate en République, Rennes, PUR, coll. « Histoire », 2006 (BNF 40196603)
- Madeleine Lassère, Montalembert : Dieu, l'amour et la liberté (biographie), Paris, L'Harmattan, 2009 (BNF 41467050)
- Marguerite Castillon du Perron, Montalembert et l'Europe de son temps, Paris, François-Xavier de Guibert, coll. « Histoire essentielle », 2009 (BNF 42173237)
- Mary Catherine Fitzpatrick, Vie De La Reverende Mere De Montalembert (Master's These - Master of Arts - French Department), Loyola University Chicago, 1935 (présentation en ligne, lire en ligne)